# Towarzystwo Gimnastyczne „Sokół” we Wrocławiu

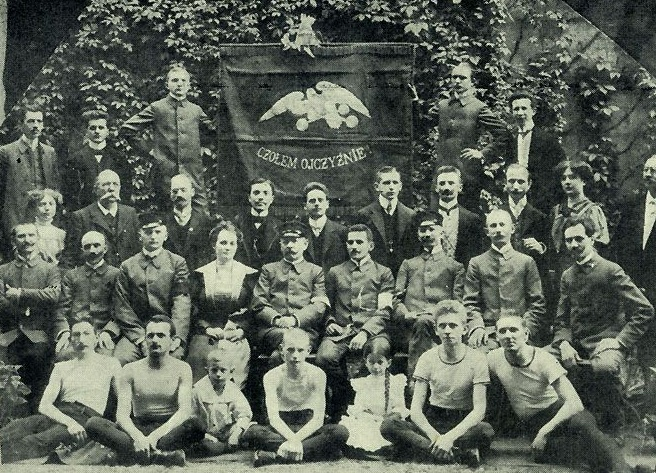
Towarzystwo Gimnastyczne „Sokół” we Wrocławiu w 1910 roku.

Towarzystwo Gimnastyczne „Sokół” we Wrocławiu – pierwsze na Dolnym Śląsku gniazdo Polskiego Towarzystwa Gimnastycznego „Sokół” utworzone w 1894 roku we Wrocławiu. Organizacja istniała we Wrocławiu 26 lat; od 1894 do 1920 roku kiedy to odgórną decyzją niemieckiej administracji została rozwiązana, a jej działalność zakazana.

## Geneza
Idea tworzenia towarzystw gimnastycznych rozpowszechniła się wśród Polaków przychodząc z Czech. Polacy mieszkający we Wrocławiu o ruchu sokolskim dowiedzieli się dzięki polskim studentom studiującym na uczelniach wrocławskich przyjeżdżającym z Wielkopolski, Galicji oraz Czech, gdzie od wielu lat istniały już organizacje sokolskie propagujące sport (głównie gimnastykę).
Pierwsze organizacje sokolskie tworzyły się na Śląsku już w XIX wieku. Pierwsze polskie gniazdo ruchu sokolskiego zostało założone 7 lutego 1867 we Lwowie. Najwcześniej na terenie Śląska utworzyli je Polacy mieszkający na Śląsku Cieszyńskim, który znajdował się wówczas w granicach Austro-Węgier. Pierwsze śląskie gniazdo Polskiego Towarzystwa Gimnastycznego „Sokół” utworzone zostało w 1891 roku w Cieszynie. Towarzystwo Gimnastyczne „Sokół” w Cieszynie było trzecim z kolei założonym w południowo-zachodniej części Polski.
W 1893 roku następuje integracja organizacji sokolskich działających na terenie Prus w „Związek Sokołów Wielkopolskich”, w którego skład wchodziło 9 gniazd: inowrocławskie, kruszwickie, bydgoskie, poznańskie, szamotulskie, śremskie, berlińskie, pleszewskie oraz ostrowskie. Członkowie tych organizacji często studiowali we Wrocławiu gdzie mieli własną korporację studencką o nazwie Concordia .
Członkowie Polonii mieszkający we Wrocławiu, którzy zainteresowani byli sportem oraz działalnością Sokoła prowadzili początkowo korespondencję z istniejącymi kołami sokolskimi. Za sprawą polonijnych organizacji działających we Wrocławiu takich jak korporacje studenckie Polonia, Concordia oraz Towarzystwo Naukowe Akademików Górnoślązaków mieli oni także dostęp do literatury – sokolskich czasopism oraz książek ponieważ każda z tych organizacji prowadziła swoje własne biblioteki.

## Historia
Pierwsze gniazdo „Sokoła” utworzone przez Polaków mieszkających na Dolnym Śląsku powstało 21 lipca 1894 roku we Wrocławiu, który był ważnym ośrodkiem dolnośląskiej Polonii. Za bezpośrednią przyczynę, która spowodowała powstanie Sokoła w tym mieście historycy podają wizytę galicyjskiego działacza społecznego Lesława Borońskiego redaktora „Nowej Reformy”, który wiosną 1894 roku przybył do Wrocławia, spotykając się z miejscową Polonią. Dzięki niemu Wrocławianie nawiązali bezpośrednie kontakty ze Związek Sokołów Wielkopolskich oraz Czeski Sokół, które pomogły je utworzyć oraz włączyć w polskie oraz międzynarodowe struktury ruchu sokolskiego.
Oprócz Polaków mieszkających we Wrocławiu do organizacji należeli również Poznaniacy z Wielkopolski skupieni w korporacji studenckiej Concordia oraz Ślązacy z Górnego Śląska, którzy studiowali lub mieszkali w mieście jak np. Tomasz Kowalczyk oraz Emanuel Twórz z Towarzystwa Naukowego Akademików Górnoślązaków. Ze względu na bliskość oraz dużą liczebność drużyn sokolich na terenie Wielkopolski 6 grudnia 1894 roku wrocławski Sokół podporządkowany został organizacyjnie Związkowi Sokołów Wielkopolskich. Razem z gniazdami w Bytomiu, Katowicach, Rozdzieniu-Szopienicach tworzyły VI okręg śląski Polskiego Towarzystwa Gimnastycznego „Sokół” w Poznaniu, który był wówczas nadrzędną organizacją na cały okręg Prus
W organizacji panowały reguły demokratyczne. Mógł do niej należeć każdy bez względu na status, majętność lub pochodzenie. Członkami wrocławskiego Sokoła była szlachta, mieszczanie, robotnicy i chłopi, a także przemysłowcy, kupcy, rzemieślnicy i studenci uniwersyteccy. Prezesami zarządu organizacji byli (w porządku chronologicznym od pierwszego): fabrykant Marian Hubiński, Franciszek Szymański, a naczelnikiem buchalter Paweł Harkiewicz. Później funkcję prezesa pełnili również Franciszek Juszczak, Kazimierz Malczewski. Początkowo towarzystwo liczyło w mieście 43, a potem 50-60 członków, a w szczytowym momencie wrocławska organizacja zrzeszała około 70 członków.
29 czerwca 1896 roku 20 górnośląskich „Sokołów” oraz 30 wrocławskich z Dolnego Śląska wzięło udział w pierwszym tzw. wszechsokolskim zlocie w Krakowie, na który przyjechały wszystkie aktywne polskie organizacje sokolskie. Wrocławskie koło sokolskie otrzymało wówczas własny sztandar z napisem CZOŁEM OJCZYŹNIE.

## Działalność
Wrocławski Sokół miał swą siedzibę na ul. Kościuszki, a później przeniósł się na ul. Wybrzeże Słowackiego. W siedzibie trenowano gimnastykę i szermierkę. Członkowie wrocławskiego Sokoła intensywnie uprawiali również lekkoatletykę. Organizacja wynajęła prywatną salkę do ćwiczeń gdzie członkowie ćwiczyli w każdy piątek.
Oprócz działalności sportowej prowadzono też kursy tańców polskich, regularnie odbywały się odczyty poświęcone polskiej kulturze i historii, czasami także zabawy, spektakle teatralne lub spotkania śpiewacze. Utworzono również własną bibliotekę. W trakcie powstań śląskich organizowano odczyty polityczne.
Organizacja od początku spotkała się z policyjnymi szykanami władz niemieckich, które m.in.odmówiły jej prawa do korzystania z publicznej sali gimnastycznej. Istniała do 1920 roku kiedy to została odgórnie rozwiązana przez władze niemieckie. Cały sprzęt do gimnastyki, który wrocławskie koło Sokoła zgromadziło przez lata działalności podarowało gniazdu Polskiego Towarzystwa Sokół w Wodzisławiu Śląskim.
Towarzystwo sokolskie we Wrocławiu miało duży wpływ na tworzenie się organizacji sokolskich na terenie Śląska przyczyniając się do rozwoju ruchu gimnastycznego w tym regionie oraz popularyzacji sportu wśród Polaków. Rok po założeniu wrocławskiego gniazda pierwsze górnośląskie gniazdo „Sokoła” w Bytomiu założył robotnik Józef Tucholski.